# Toribio av Mongrovejo
Toribio Alfonso av Mongrovejo eller Turribius Alphonsus Mogrobejo, född 16 november 1538 i Mayorga, Spanien, död 23 mars 1606 i Saña, Peru, var en spansk adelsman, juridikprofessor, inkvisitor och ärkebiskop av Lima. Han vördas som helgon i Katolska kyrkan, är Perus skyddshelgon, och hans minnesdag infaller den 23 mars.

## Biografi
Toribio av Mongrovejo var av adlig börd, studerade vid universitetet i Salamanca där han utsågs till professor i juridik och tilldrog sig i den egenskapen uppmärksamhet av kung Filip II av Spanien. Trots den profana bakgrunden, utnämndes Toribio till storinkvisitor och senare ärkebiskop i Peru; han prästvigdes 1578 och vigdes till biskop 1580, varpå han begav sig till sitt nya hemland. 
Sedan Toribio landstigit i Peru färdades han de återstående kilometrarna till fots, och under färden kristnade han Perus invånare. Toribio fortsatte att företa missioner till fots i sitt stift och lär ha döpt över en halv miljon människor, däribland Rosa av Lima, Francisco Solano och Martin av Porres. Han verkade också för undervisning och sjukvård, varför han lät uppföra flera skolor, sjukhus, kloster, vägar, och Amerikas första prästseminarium. Det pastorala arbetet organiserade han genom att anordna många synoder och koncilier. 
Det sägs att han förutsåg sin dödstimme flera år innan den inträffade, vilken ägde rum den 23 mars 1606 till följd av en febersjukdom. Han beatificerades av Innocentius XI år 1679, och helgonförklarades av Benedictus XIII år 1726. Tidigare firades hans helgondag den 27 april, men numera iakttages den på hans dödsdag, den 23 mars.